# هوبرت کاوانا
هوبرت کاوانا (انگلیسی: Hobart Cavanaugh؛ ۲۲ سپتامبر ۱۸۸۶ – ۲۷ آوریل ۱۹۵۰) بازیگر اهل ایالات متحده آمریکا بود.

## گزیده فیلم‌شناسی
از فیلم‌ها یا برنامه‌های تلویزیونی که وی در آن نقش داشته‌است می‌توان به آثار زیر اشاره کرد.
- اتود در قرمز لاکی (فیلم ۱۹۳۳) (۱۹۳۳)
- شهردار جهنم (۱۹۳۳)
- جشن فوتلایت (۱۹۳۳)
- همایش در شهر (۱۹۳۳)
- مولن روژ (فیلم ۱۹۳۴) (۱۹۳۴)
- مادام دو باری (فیلم ۱۹۳۴) (۱۹۳۴)
- پرنده آتشین (فیلم ۱۹۳۴) (۱۹۳۴)
- گوندولای برادوی (۱۹۳۵)
- رؤیای شب نیمه تابستان (فیلم ۱۹۳۵) (۱۹۳۵)
- کاپیتان بلاد (فیلم ۱۹۳۵) (۱۹۳۵)
- دو نفر علیه دنیا (فیلم ۱۹۳۶) (۱۹۳۶)
- سه دختر زرنگ (۱۹۳۶)
- به دلت بد نیار (۱۹۳۹)
- زنوبیا (فیلم) (۱۹۳۹)
- رینو (فیلم ۱۹۳۹) (۱۹۳۹)
- مسیر سانتافه (فیلم) (۱۹۴۰)
- چکاوک (فیلم ۱۹۴۱) (۱۹۴۱)
- جاسوس محبوب من (۱۹۴۲)
- پیتسبرگ (فیلم ۱۹۴۲) (۱۹۴۲)
- کمدی انسانی (فیلم ۱۹۴۳) (۱۹۴۳)
- جک لندن (فیلم) (۱۹۴۳)
- شرلوک هولمز و خانه وحشت (۱۹۴۵)
- شب و روز (فیلم ۱۹۴۶) (۱۹۴۶)
- فرشته سیاه (فیلم ۱۹۴۶) (۱۹۴۶)
- نامه‌ای به سه همسر (۱۹۴۹)